# Michelle Heimbergová
Michelle Heimbergová (* 2. června 2000 Wettingen) je švýcarská reprezentantka ve skocích do vody. Původně se věnovala sportovní gymnastice, po zranění obou kolen ve dvanácti letech dala přednost skokům do vody. V roce 2016 se stala s Madeline Coquozovou mládežnickou mistryní Evropy v synchronizovaných skocích. 
V roce 2017 získala na seniorském mistrovství Evropy ve skocích do vody 2017 v Kyjevě stříbrnou medaili ve skoku žen z třímetrového prkna, což byl pro Švýcarsko historický úspěch. Téhož roku byla spolu s Jonathanem Suckowem osmá ve smíšených synchronizovaných skocích na mistrovství světa. Zúčastnila se Letních olympijských her mládeže 2018 v Buenos Aires, kde obsadila dvakrát osmé místo. Roku 2019 získala se Suckowem na evropském šampionátu bronzovou medaili v synchronizovaných skocích. Na mistrovství Evropy v plaveckých sportech 2020 byla druhá ve skoku z metrového prkna. 
Kvalifikovala se na olympiádu 2020 a připravovala se pod vedením Sandra Galliho. Na tokijské olympiádě obsadila ve skoku z prkna jedenácté místo. Na evropském šampionátu v roce 2022 skončila na třímetrovém prkně na druhém místě za Chiarou Pellacaniovou z Itálie. Na MS 2022 byla šestá na 3 m prkně a osmá na 1 m prkně. Na Evropských hrách v roce 2023 zvítězila ve skoku z jednometrového prkna a byla třetí ve skoku z třímetrového prkna. Společně s Ukrajincem Oleksijem Seredou získala cenu pro nejlepšího evropského skokana do vody roku 2023. V roce 2025 se stala mistryní Evropy ve skoku z třímetrového prkna a získala bronz ve skoku z metrového prkna.